# Directorio militar de Primo de Rivera

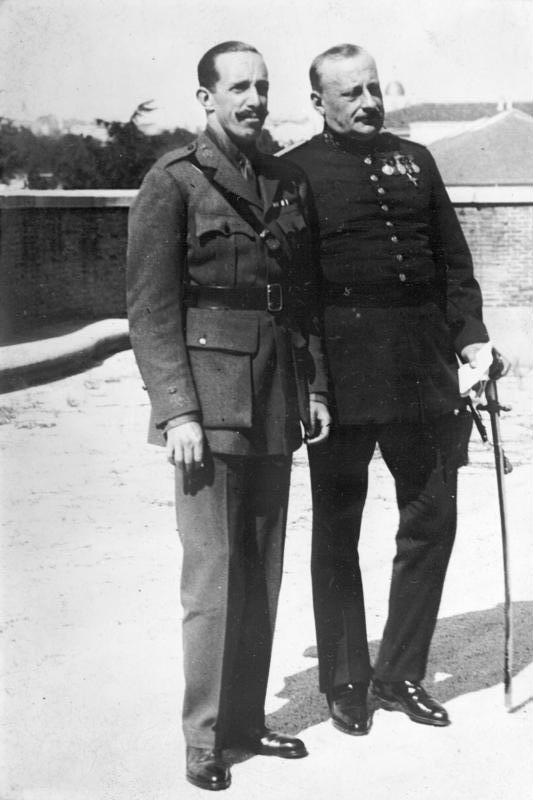
Alfonso XIII junto al general Miguel Primo de Rivera después de su nombramiento como Jefe del Gobierno y Presidente del Directorio militar

El Directorio militar de Primo de Rivera constituye la primera etapa de la Dictadura de Primo de Rivera instaurada en España durante el reinado de Alfonso XIII tras el triunfo del Golpe de Estado de Primo de Rivera del 13-15 de septiembre de 1923. Directorio militar fue el nombre que se dio a la institución integrada exclusivamente por militares (ocho generales y un contralmirante) que bajo la presidencia del general Miguel Primo de Rivera debía asesorarle en las funciones de gobierno y en la promulgación de los decretos que tendrían fuerza de ley —las Cortes elegidas en abril de 1923 fueron clausuradas—. En diciembre de 1925 el Directorio militar fue sustituido por un gobierno en el que había militares y civiles presidido también por Primo de Rivera, que será conocido como Directorio civil, y que constituye la segunda y última etapa de la Dictadura primorriverista que finalizó en enero de 1930.
El régimen del Directorio Militar, como otros regímenes militares corporativos instaurados en Europa oriental y meridional en el periodo de entreguerras, se diferenció del fascismo —establecido en Italia tras la marcha sobre Roma de octubre de 1922— en que era un sistema de partido único pero tutelado desde el poder y en que el aparato del Estado siguió controlado por las viejas clases dominantes que solo permitían unos cambios limitados. Sin embargo, según el historiador Eduardo González Calleja, «la dictadura primorriverista también guardó algunas semejanzas con el fascismo», como el corporativismo.
Durante esta primera etapa la Dictadura cosechó dos grandes éxitos: la solución del problema de Marruecos (incluido el asunto de las responsabilidades a las que se les dio carpetazo) y el restablecimiento del orden público en Cataluña (dos cuestiones en las que había naufragado la «vieja política» de los partidos del turno). Encarrilados estos dos problemas, la «dictadura con rey», como la ha denominado el historiador Santos Juliá, se planteó su continuidad con la fundación de un régimen político nuevo, de tipo autoritario, basado en un «partido único» —la Unión Patriótica— al modo de la Italia fascista.

## El nacimiento del Directorio militar

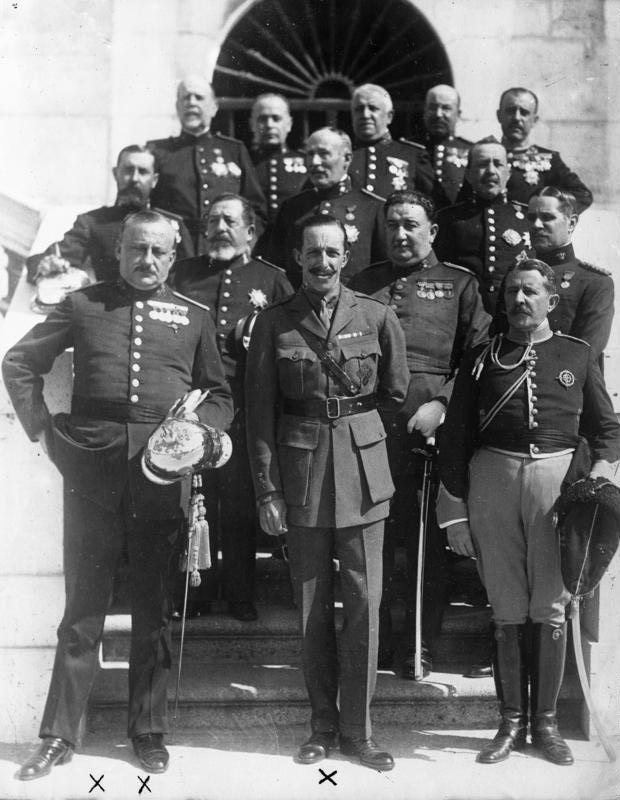
De izquierda a derecha (en negrita los generales miembros del Directorio militar y entre paréntesis el número de la región militar a la que representan; en cursiva, los cuatro generales miembros del Cuadrilátero): el general Primo de Rivera, el rey Alfonso XIII, y el general José Cavalcanti de Alburquerque, en primera fila; el general Antonio Mayandía Gómez (5ª), el general Federico Berenguer Fusté y general Leopoldo Saro Marín, en segunda fila; el general Antonio Dabán Vallejo, el general Francisco Ruiz del Portal (7ª) y el general Luis Navarro y Alonso de Celada (3ª), en tercera fila; el general Luis Hermosa y Kith (2ª), el general Dalmiro Rodríguez Pedré (4ª), el general Adolfo Vallespinosa Vior (1ª), el general Francisco Gómez-Jordana Sousa (6ª), y el general Mario Muslera y Planes (8ª), en última fila.

Desde el desastre del 98 se produjo en España una creciente interferencia del Ejército en la vida política. Dos momentos claves de esta actitud pretoriana del Ejército fueron la crisis del Cu-Cut! de 1905 —el asalto por oficiales de la guarnición de Barcelona de la redacción y los talleres de esta publicación satírica nacionalista en respuesta a una viñeta sobre el Ejército— y que condujo a la Ley de Jurisdicciones de 1906, y la crisis española de 1917 en la que cobraron un especial protagonismo las autodenominadas Juntas de Defensa, integradas exclusivamente por militares. La culminación de ese proceso fue el golpe de Estado de Primo de Rivera del 13 de septiembre de 1923, que fue, según el historiador Eduardo González Calleja, «la primera intervención corporativa de las Fuerzas Armadas», que a diferencia de los pronunciamientos del siglo XIX, dio nacimiento al «primer régimen auténticamente pretoriano de nuestra historia –el Directorio Militar-, trasladando los valores y las actitudes del Ejército al conjunto de la vida pública».
Cuando el 15 de septiembre de 1923 se reunieron Primo de Rivera y el rey Alfonso XIII en el Palacio de Oriente acordaron una fórmula que guardara las apariencias de la legalidad constitucional. Primo de Rivera sería nombrado «Jefe del Gobierno» y «ministro único», asistido por un Directorio militar, formado por ocho generales de brigada, uno en representación de cada región militar, y un contralmirante, Antonio Magaz y Pers, marqués de Magaz, en representación de la Armada.
La Gaceta de Madrid del día siguiente publicó el Real Decreto, firmado por el rey y refrendado por el ministro de Gracia y Justicia Antonio López Muñoz, de nuevo para guardar la apariencia de legalidad, que decía: «Vengo en nombrar jefe del Gobierno al teniente general D. Miguel Primo de Rivera y Orbaneja, marqués de Estella». En el mismo número de la Gaceta de Madrid del 16 de septiembre aparecía el primer real decreto que Primo de Rivera había presentado a la firma al rey, por el que se creaba un Directorio militar presidido por él y que tendría «todas las facultades, iniciativas y responsabilidades inherentes a un Gobierno en conjunto, pero con una firma única» y que se proponía «constituir un breve paréntesis en la marcha constitucional de España». En su Exposición, que fue difundida por la prensa con el titular Un decreto histórico, se decía:

EXPOSICIÓN
Señor: Nombrado por Vuestra Majestad con el encargo de formar Gobierno en momentos difíciles para el país, que yo he contribuido a provocar inspirándome en los más altos sentimientos patrios, sería cobarde deserción vacilar en la aceptación del puesto que lleva consigo tantas responsabilidades y obliga a tan fatigoso e incesante trabajo. Pero Vuestra Majestad sabe bien que ni yo, ni las personas que conmigo han propagado y proclamado el nuevo régimen, nos creemos capacitados para el desempeño concreto de las carteras ministeriales, y que era y sigue nuestro propósito constituir un breve paréntesis en la marcha constitucional de España, para establecerla tan pronto como ofreciéndonos el país hombres no contagiados de los vicios que a las organizaciones políticas imputamos, podamos nosotros ofrecerlos a Vuestra Majestad para que se restablezca pronto la normalidad. Por eso me permito ofrecer a Vuestra Majestad la formación de un Directorio militar, presidido por mí, que sin la adjudicación de carteras ni categorías de ministros, tenga todas las facultades, iniciativas y responsabilidades inherentes a un Gobierno en conjunto, pero con una firma única, que yo someteré a Vuestra Majestad; por lo cual debo ser el único que ante Vuestra Majestad y el notario mayor del Reino, y con toda unción y patriotismo que el solemne acto requiere, hinque la rodilla en tierra ante los Santos Evangelios, jurando lealtad a la Patria y al Rey y al propósito de restablecer el imperio de la Constitución tan pronto Vuestra Majestad acepte el Gobierno que le proponga. Bajo este aspecto, Seños, nos ha recibido el país con clamorosa acogida y confortable esperanza; y creemos un deber elemental modificar la esencia de nuestra actuación, que no puede tener ante la Historia y la Patria otra justificación que el desinterés y el patriotismo. Madrid, 15 de septiembre de 1923. 
Señor: A.L.R.P. de V.M. Miguel Primo de Rivera.

En el artículo 1º del Real Decreto se confería a Primo de Rivera el cargo de «Presidente del Directorio militar encargado de la Gobernación del Estado, con poderes para proponerme cuantos decretos convengan a la salud pública, los que tendrán fuerza de ley». En el artículo 2º se establecía que el Directorio estaría formado por su presidente y ocho generales de brigada, uno por cada región militar, más un contralmirante de la Armada. En el 3º que quien pasaría a la firma los decretos sería el presidente del Directorio, «con facultades de Ministro único», y «asesorándose previamente del Directorio». En el 4º se suprimían los cargos de Presidente del Consejo de Ministros, Ministros de la Corona y Subsecretarios, excepto los Subsecretarios de Estado y Guerra.
El día 17 la Gaceta de Madrid publicó la disolución del Congreso de los Diputados y de la parte electiva del Senado, de acuerdo con la facultad que le confería al rey el artículo 32 de la Constitución, aunque con la obligación de convocarlos de nuevo antes de tres meses. Cumplido el plazo el 12 de noviembre los presidentes del Congreso y del Senado, Melquiades Álvarez y el conde de Romanones, respectivamente, se presentaron ante el rey para que reuniera las Cortes, recordándole que ese era su deber como monarca constitucional. La respuesta que recibieron fue su destitución inmediata de los dos cargos que ostentaban. Primo de Rivera lo justificó con estas palabras:

El país no se impresiona ya con películas de esencias liberales y democráticas; quiere orden, trabajo y economía.

El 21 de diciembre de 1923 se llevó a cabo la primera reorganización del Directorio que quedó constituido como una estructura colegiada, por lo que los generales que lo integraban podían asumir la competencia de una cartera ministerial, que hasta entonces había correspondido a Primo de Rivera, como «ministro único». También se restableció el cargo de subsecretario, que hasta entonces solo había ejercido el general Severiano Martínez Anido en el Ministerio de Gobernación, y con la facultad de participar en las reuniones del Directorio. Un nuevo paso hacia la conversión del Directorio en un gobierno de facto se dio en junio de 1924 cuando los miembros del Directorio pudieron firmar los decretos entregados al rey para su aprobación —una facultad que hasta entonces había correspondido en exclusiva a Primo de Rivera—.

## El estado de excepción permanente y el restablecimiento de la «paz social»

### La militarización del orden público
El restablecimiento del «orden», que los sublevados consideraban quebrantado, fue el objetivo más inmediato. El método expeditivo utilizado fue poner esa tarea en manos del Ejército, que gozó, según Eduardo González Calleja, de «un poder omnímodo, no controlado por ninguna asamblea, libre de la responsabilidad política exigible a un Gobierno parlamentario, y potenciado hasta la arbitrariedad por la suspensión de la Constitución y la virtual desaparición de las normas inherentes a las libertades públicas». De esta forma, concluye González Calleja, la Dictadura transformó «la vida pública española en un estado de excepción permanente».
Tras la declaración en toda España del estado de guerra, que se mantuvo hasta el final del Directorio militar en diciembre de 1925, la siguiente medida que dictó Primo de Rivera para la militarización del «orden público» fue la sustitución de las autoridades provinciales y locales (gobernadores civiles, alcaldes, presidentes de las diputaciones) por militares —a partir de abril de 1924 los gobernadores provinciales serán sustituidos progresivamente por personal civil, aunque algunas de sus funciones más importantes, como la censura o el orden público, permanecieron en manos de autoridades militares—. Después atribuyó a la jurisdicción militar los «delitos políticos» (incluidos el de ostentar banderas no nacionales o utilizar en actos oficiales lenguas no castellanas) y buena parte de los delitos comunes como el robo a mano armada en comercios y bancos, el manejo de explosivos y los de traición y lesa majestad.
Los encargados de aplicar la política de «orden público» fueron los dos máximos responsables del mismo durante los años más oscuros del pistolerismo en Barcelona: el que fuera gobernador civil, general Severiano Martínez Anido, nombrado subsecretario del Ministerio de Gobernación; y el que fuera su jefe de policía, el general Miguel Arlegui que ocupó la restablecida Dirección General de Seguridad, de la que dependían los Cuerpos de Vigilancia y Seguridad. Por otro lado la Guardia Civil recuperó su tradicional autonomía, y los gobernadores civiles no tuvieron mando sobre ella.
La declaración del estado de guerra y el resto de medidas de militarización del orden público y de restricción de los derechos y libertades consiguió reducir el número de atentados —entre 1923 y 1928 hubo 51 atentados, frente a los 1.259 de 1919-1923— y se redujo el número de huelgas, aunque se debió también al crecimiento económico que se vivió en los «felices años veinte».

### El Somatén
Otra de las decisiones del Directorio que también tuvo que ver con el orden público, y una de las primeras que acordó, fue un real decreto de 17 de septiembre, por el que se extendió la institución catalana del Somatén a todas las provincias de España. Según el Real Decreto el Somatén Nacional, que fue el nombre oficial que recibió, sería reclutado en el plazo de un mes por los capitanes generales, quedando al mando de un General de Brigada. En el Decreto, Primo de Rivera explicaba que el Somatén no solo era una fuerza auxiliar para el mantenimiento del orden público sino también un «acicate de los espíritus» para estimular la colaboración ciudadana con el nuevo régimen. A pesar de que Primo de Rivera en un discurso pronunciado ante Mussolini el 21 de noviembre de 1923 pretendió equipararlo con los «camisas negras» fascistas, el somatén «era un cuerpo armado de burgueses de orden, creado desde, por y para el poder», aunque también se integraron en él obreros procedentes de los Sindicatos Libres. Como dijo Primo de Rivera, el Somatén «tiene por lema paz, justicia y orden, que son los tres postulados de la verdadera democracia».
Para estimular el alistamiento de los varones mayores de 23 años e impulsar el apoyo social a la institución se organizaron innumerables actos cívicos, todos siguiendo un mismo ritual. El Somatén tuvo un notable protagonismo en la policía de las buenas costumbres ocupándose de establecer un determinado comportamiento cívico burgués conservador, con un fuerte componente religioso. En la práctica se puede diferenciar entre el Somatén rural, dirigido a la represión de los delitos comunes, como los hurtos, del Somatén urbano que actuaba bajo la tutela del Ejército y la Policía en la represión de los llamados «delitos sociales», como las huelgas. Sin embargo, el Somatén progresivamente se convirtió en «un simple adorno coreográfico de los fastos del régimen, desfilando con sus distintivos, armamento y banderas en toda fiesta o conmemoración oficial que requiriera su presencia», afirma González Calleja.

### Restricción de los derechos y libertades: la censura
Con la Constitución de 1876 suspendida quedaron sin efecto las garantías de los derechos y libertades. Una de las que fue sometida a un control más estrecho fue la libertad de expresión. El mismo día del nombramiento del Directorio militar, el 15 de septiembre de 1923, se estableció la más estricta censura de prensa. Según Eduardo González Calleja, «quedaba prohibida casi cualquier crítica al gobierno, sus hombres o sus instituciones; la alusión a toda medida persecutoria desencadenada por la Dictadura contra sus presuntos enemigos; la apología de cualquier tendencia regionalista; la noticia de la declaración de huelgas y de su desarrollo, de alteraciones de orden público, atracos, crímenes, escándalos, pornografía o chantajes; el comentario de los problemas de subsistencias, combustibles o comunicaciones; la información detallada de los consejos de guerra o de temas militares referentes a Marruecos o Tánger; los ataques, bromas, ironías o caricaturas sobre personas o gobiernos extranjeros; la inserción de artículos sobre la situación en Rusia (en cambio, el fascismo gozó de un comprensible trato de favor) o el comentario de noticias sobre la Sociedad de Naciones contrarias a los intereses españoles». Las sanciones a los que infringieran estas normas podían ir desde una multa de 250 pesetas a la suspensión de la publicación. Fueron numerosos los diarios sujetos a multas o suspensiones, en especial Heraldo de Madrid, «el diario más perseguido por el régimen», y aparecieran espacios en blanco en sus páginas o rayas negras eliminando párrafos enteros. De esta forma los periódicos dejaron de ser órganos de opinión. Una prueba del impacto que tuvo la censura es el hecho de que los 41 diarios que se publicaban en Madrid en 1920 pasaran a 16 el último año de la Dictadura.
En 1924 se centralizó el control de los periódicos en la Oficina de Información y Censura, presidida inicialmente por el coronel Pedro Rico Parada, que al año siguiente pasó a ser el director del diario La Nación, el órgano de la Unión Patriótica, y más tarde por el teniente coronel Eduardo López Vidal, que escribió artículos bajo el seudónimo de Celedonio de la Iglesia.
Otro de los derechos que fue seriamente limitado fue el de reunión al haberse declarado el estado de guerra.
Además el gobierno podía trasladar a jueces y a funcionarios judiciales lo que dejó sin efecto la división de poderes y la independencia del poder judicial, con la consiguiente indefensión de las personas físicas y jurídicas frente a los actos de la Administración.

### Represión del anarconsindicalismo
A los pocos días de consumar el golpe de Estado el nuevo Directorio militar definió cuál iba a ser su política respecto de las organizaciones obreras: «Asociaciones obreras, sí, para fines de cultura, de protección y de mutualismo e, incluso, de sana política, pero no de resistencia y pugna con la producción». La aplicación de este principio explica en gran medida el distinto trato que recibieron la anarcosindicalista CNT y la socialista UGT. Primo de Rivera intentó atraerse a los socialistas, provocando una división en su seno entre los partidarios de la colaboración con la Dictadura, encabezados por Julián Besteiro, Francisco Largo Caballero y Manuel Llaneza, y los contrarios, liderados por Indalecio Prieto y Fernando de los Ríos. Ganó la postura de los primeros y los socialistas se integraron en el Consejo de Trabajo como consecuencia de la absorción por este nuevo organismo del Instituto de Reformas Sociales, e incluso Largo Caballero formó parte del Consejo de Estado, lo que provocó la dimisión de Prieto de la ejecutiva del PSOE. En cambio, la política de la Dictadura respecto de la CNT fue una represión implacable.
Las primeras medidas que tomó el Directorio militar estuvieron encaminadas a controlar a los Sindicatos Únicos de la CNT, dominantes en Cataluña, al exigir que presentaran sus estatutos, registros y libros de contabilidad, lo que también sirvió de coartada para cerrar sedes societarias y encarcelar y desterrar sin juicio a sus dirigentes, valiéndose las autoridades militares de los poderes que les confería la declaración del estado de guerra. Ante esta presión muchas organizaciones obreras, como la Federación local barcelonesa de la CNT, optaron por pasar a la clandestinidad. En Sevilla fueron detenidos y desterrados Pedro Vallina y varios miembros más del Comité Nacional de la CNT, que se había trasladado a esa ciudad andaluza en agosto de 1923. Una de las consecuencias de la «virtual clandestinidad en que estaba sumida la dirección cenetista» fue la radicalización de la misma.
En mayo de 1924, aprovechando la oportunidad que le brindó el asesinato del verdugo de Barcelona el 7 de mayo, la Dictadura prohibió los Sindicatos Únicos —y el diario de la CNT Solidaridad Obrera fue cerrado—, lo que supuso el hundimiento de la CNT, especialmente en Cataluña ya que allí estaba muy debilitada a causa de la acción de los Sindicatos Libres, la brutal represión, el pistolerismo y las pugnas internas de los «años de plomo» (1919-1923). Al mes siguiente, junio de 1924, era detenido el nuevo Comité Nacional de CNT establecido en Zaragoza, «lo que impidió de forma permanente el funcionamiento regular del sindicato a escala nacional».

## El «descuaje del caciquismo»
Primo de Rivera se consideró a sí mismo el «cirujano de hierro» que debía lograr el «descuaje del caciquismo» del que había hablado Joaquín Costa a principios de siglo. Como ha señalado González Calleja, la retórica regeneracionista impregnaba el Manifiesto con el que Primo de Rivera justificó el golpe de Estado y pocos días después declaraba a la prensa:

Vamos a ver lo que nueve hombres de buena voluntad, trabajando intensamente durante nueve o diez horas diarias, pueden hacer en el espacio de noventa días.

Junto con el restablecimiento de la «paz social», el otro gran objetivo asignado a las nuevas autoridades militares provinciales y locales fue «regenerar» la vida pública desmantelando las redes caciquiles, una vez que la «oligarquía» de los políticos del turno ya había sido desalojada del poder —además se creó una Junta militar especial que dilucidaría las presuntas irregularidades cometidas por diputados y senadores en los últimos cinco años—. Los nuevos gobernadores civiles, todos ellos militares, fueron encargados de investigar los casos de corrupción, admitiéndose al principio las denuncias anónimas, y para auxiliar a los gobernadores se nombraron en cada partido judicial delegados gubernativos, también militares —más de ochocientas corporaciones locales fueron investigadas y se incoaron más de cien expedientes por haberse detectado irregularidades en ellas; 152 secretarios de ayuntamiento fueron destituidos—.

### Los delegados gubernativos
La nueva figura del delegado gubernativo fue creada por una Real Decreto de 20 de octubre de 1923 en cuyo artículo 1º se decía:

Por cada cabeza de partido judicial, y como delegados de los gobernadores civiles de las provincias, se designará un jefe o capitán del Ejército, que informará a aquéllos de las deficiencias funcionales de los Ayuntamientos que constituyan el partido judicial correspondiente, proponiendo los remedios adecuados e impulsando en los pueblos las corrientes de la nueva vida ciudadana.

Sin embargo, en la práctica la medida de nombrar los delegados gubernativos fue «poco efectiva» porque entre ellos «también se dieron casos de corrupción» «e incluso algunos se convirtieron en auténticos caciques». Fueron criticados incluso por los propios políticos de la Dictadura, como José Calvo Sotelo, que escribió que a menudo convirtieron sus demarcaciones en reinos de taifas, coto exento que ellos regían a su antojo, en detrimento de la autoridad del gobernador civil, sobre todo cuando el que detentaba el cargo era un civil. El republicano Eduardo Ortega y Gasset fue más lejos cuando dijo que España se hallaba así subyugada a un régimen similar al del protectorado africano, puesto que la misión de los delegados gubernativos no era distinta de la de los administradores de la cábilas marroquíes. También fueron criticados por las autoridades locales, entre otras razones, porque parte del salario, su alojamiento y gastos de representación corrían a cargo de las arcas municipales y porque abusaban de sus competencias. Por todo ello el Directorio decidió reducir sus funciones y su número, pasando en enero de 1925 de 426 a 138, y se les puso bajo las órdenes estrictas de los gobernadores civiles (en 1927 quedaron reducidos a 72, trabajando como asesores de los gobernadores civiles).

### El Estatuto Municipal de 1924 y el Estatuto Provincial de 1925
La reforma política a nivel local culminó con la promulgación del Estatuto Municipal de 1924, impulsado por el entonces director general de Administración Local, el antiguo maurista José Calvo Sotelo. En el preámbulo del Estatuto se decía que «el Estado para ser democrático ha de apoyarse en municipios libres», pero los alcaldes siguieron siendo designados por el Gobierno, y no elegidos por los vecinos.
Otro paso en «descuaje del caciquismo» fue la disolución de las diputaciones provinciales en enero de 1924, a excepción de las del País Vasco y de Navarra. Los gobernadores civiles quedaron encargados de nombrar a sus nuevos miembros entre profesionales liberales y empresarios, lo que provocó la desafección de los miembros de la Lliga Regionalista encabezados por Josep Puig i Cadafalch, quien en un principio había creído en la buena voluntad regionalista de Primo de Rivera, ya que los designados para las cuatro diputaciones catalanas, como en los ayuntamientos, fueron españolistas, procedentes en su mayoría de la Unión Monárquica Nacional.
Sin embargo, según Eduardo González Calleja, «la Dictadura no logró erradicar el caciquismo, sino cambiar los titulares de los feudos». Además, a pesar de que «sus decisiones tuvieron un importante eco propagandístico que permitió apuntalar la popularidad del régimen», «el carácter intervencionista del conjunto de la política dictatorial incrementó la burocracia, y con ella el trato de favor a los afines, la acumulación abusiva de cargos y las compensaciones salariales con gastos de representación, bonos, etc. No se logró, en definitiva, una auténtica reforma de la administración local o provincial, sino la pervivencia de actitudes clientelares maquilladas con medidas cosméticas de carácter disciplinario contra las actuaciones corruptas o antipatrióticas más flagrantes».
En realidad, «la razón fundamental de la crisis del caciquismo durante el período de la Dictadura fue la marginación del poder durante tanto tiempo de los partidos del turno», aunque muchos caciques encontraron refugio en el partido único de la Dictadura, la Unión Patriótica.

## Las relaciones con la Iglesia
En el proyecto «regeneracionista» de Primo de Rivera la religión católica desempeñaba un papel muy importante, de ahí que desde el primer momento proclamara la defensa de los intereses morales y materiales de la Iglesia, como se pudo comprobar en el discurso ultramontano que pronunció el rey Alfonso XIII en noviembre de 1923 ante el Papa Pío IX en Roma:

Si un día… la fe exigiera a los católicos los mayores sacrificios; y si, en defensa de la perseguida, nuevo Urbano II, levantarais una Cruzada contra los enemigos de nuestra santa religión, España y su rey, fidelísimos a vuestros mandatos, jamás desertarían del puesto de honor que sus gloriosas tradiciones señalan

Una de las primeras medidas que tomó Primo de Rivera fue renunciar en marzo de 1924 a la intervención del Estado en el nombramiento de los obispos de las diócesis españolas, una prerrogativa —el Real Patronato— que siempre habían ejercido los gobiernos de la Restauración. El resultado fue que las sedes vacantes fueron ocupadas por obispos integristas, entre los que destacó Pedro Segura que con solo 46 años ocupó la sede primada de Toledo y en 1927 fue nombrado cardenal. El único conflicto que tuvo la Dictadura con la Iglesia católica fue con motivo de la resistencia de los obispos catalanes, encabezados por el arzobispo de Tarragona, Francisco Vidal y Barraquer, y por el obispo de Barcelona Josep Miralles, a ordenar a los párrocos que predicaran en castellano.

## La Unión Patriótica: un partido «apolítico»

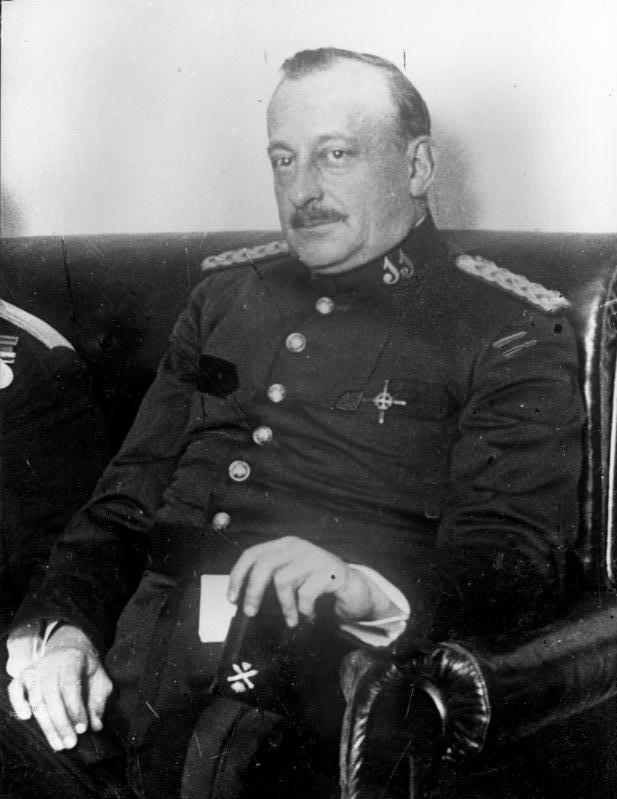
General Miguel Primo de Rivera.

Algunos meses después de la instauración de la Dictadura de Primo de Rivera en septiembre de 1923, el dictador comenzó a fraguar la idea de que no era suficiente para «regenerar» el país poner fin a la «oligarquía» y «descuajar el caciquismo», como se había propuesto, sino que también era necesaria una «política nueva», que se apoyara en «gentes de ideas sanas» y en los hombres «de buena fe» que formarían un «partido político, pero apolítico, que ejerce una acción político-administrativa». Una fuerza política, que no definiera los objetivos ni las políticas a aplicar, sino que se hiciera cargo de la administración del Estado llevando a la práctica el lema regeneracionista de «menos política, más administración».
Como punto de partida para construir la nueva organización política, Primo de Rivera primero pensó en La Traza, un grupúsculo barcelonés imitador del fascismo, pero tras su viaje a Italia en noviembre de 1923 se decantó por las organizaciones promovidas por la derecha católica y que darían nacimiento a la Unión Patriótica Castellana (UPC), una fuerza política que intentaba seguir los pasos del católico Partito Popolare Italiano. El primer presidente de la UPC fue el profesor católico Eduardo Callejo, muy próximo a Ángel Herrera, fundador y promotor de la Asociación Católica Nacional de Propagandistas, y su ideario inicial era un catolicismo tradicionalista y corporativista, defensor de la propiedad y de los valores agrarios.
El 5 de abril de 1924 Primo de Rivera escribió una circular a los delegados gubernativos en la que les incitaba a «unir y organizar a todos los hombres de buena voluntad a fin de prepararles para cuando el Directorio haya realizado su misión». Diez días después el dictador trazaba las líneas básicas de su proyecto: construir un «partido político pero que en el fondo es apolítico en el sentido corriente de la palabra», que intentaría «unir y organizar a todos los españoles de buena voluntad» e «ideas sanas» en los principios de la «Religión, Patria y Monarquía» —muy cercanos al trilema carlista Dios, Patria y Rey—. En consecuencia la nueva organización no tendría ideología, sería incompatible con la Constitución de 1876, vigente hasta entonces, y su papel consistiría en «excitar el espíritu de ciudadanía con objeto de que las Uniones lleguen a formar una mayoría parlamentaria en la cual pueda confiar el Rey y que sea el primer paso para la normalidad constitucional». El 29 de abril dio instrucciones a los gobernadores civiles «para organizar las nuevas huestes ciudadanas» creando comités upetistas, muchos de los cuales fueron designados para formar los nuevos ayuntamientos según la normativa del Estatuto Municipal de 1924 recién aprobado. Así pues, la Unión Patriótica fue un partido «organizado desde el poder y por el poder», como escribió el ministro de la Dictadura José Calvo Sotelo.
Primo de Rivera definió la Unión Patriótica como «un partido central, monárquico, templado y serenamente democrático». Uno de sus ideólogos, el escritor José María Pemán, se preocupó de diferenciarlo del fascismo y afirmó que el Estado que defendía la Unión Patriótica era el «tradicional socialcristiano», y que además renegaba del sufragio universal que consideraba «un gran error». En el partido se integraron personas procedentes de la derecha tradicional católica (antiliberal y antidemocrática), del «maurismo» y de otros sectores conservadores, «apolíticos» de todo tipo y también simples oportunistas.
La base de la Unión Patriótica fue fundamentalmente local y provincial, y la Junta Directiva Nacional creada en 1926 nunca tuvo unas funciones muy precisas. Más importante como aglutinante del partido fue el papel del diario La Nación, el órgano de prensa de la Unión Patriótica sostenido con fondos de la Administración.
Por otro lado, la eficacia de la Unión Patriótica en el «descuaje del caciquismo» fue en realidad reducida, porque «incorporó en sus filas a muchos antiguos caciques y permitió la creación de nuevos cacicazgos», como en el caso de la provincia de Cádiz, cuna de Primo de Rivera, «donde la práctica totalidad de los caciques tradicionales se integraron en la Unión Patriótica».

## El reforzamiento del nacionalismo español y la lucha contra el «separatismo»

### Del «sano regionalismo» al «españolismo»
En el Manifiesto del 13 de septiembre se hacía referencia a la «descarada propaganda separatista» como una de las justificaciones del golpe. Cinco días después el Directorio promulgaba el Decreto de 18 de septiembre de 1923 contra el «separatismo», que castigaba con severas penas los «delitos contra la seguridad y la unidad de la Patria», juzgados por tribunales militares. Así pues, la Dictadura se decantó desde el primer momento por «un nacionalismo español autoritario y beligerante. Los símbolos y las entidades afines a los otros nacionalismos fueron perseguidos. La censura redujo a la mínima expresión no sólo la prensa democrática y obrera, sino también las publicaciones en otras lenguas. Las actividades políticas fueran severamente limitadas y, en general, nacionalismos subestatales y regionalismos entraron en un forzado eclipse, que duraría hasta 1929».
Sin embargo al principio pareció que Primo de Rivera apoyaba el «sano regionalismo» y llegó a encargar pocos días después del golpe de Estado a las diputaciones forales vascas que redactaran un proyecto de Estatuto, tarea que cumplió la Diputación Foral de Guipúzcoa que lo presentó a finales de diciembre de 1923. Pero la Diputación Foral de Vizcaya, dominada por la Liga de Acción Monárquica, se opuso y se abandonó el proyecto. Asimismo, Primo de Rivera declaró el 12 de octubre que se proponía suprimir «las 49 pequeñas administraciones provinciales» sustituyéndolas por 10, 12 o 14 regiones dotadas de «todo aquello que dentro de la unidad de la tierra sea posible conceder». Esta política se vio confirmada con el ofrecimiento que hizo la Dictadura a los nacionalistas gallegos conservadores de una Mancomunidad gallega a cambio de su colaboración con la política del régimen. Una oferta similar se hizo a los regionalistas valencianos y aragoneses. En marzo de 1924 se aprobó en Santiago el anteproyecto de Mancomunidad gallega redactado por Vicente Risco y Antonio Losada Diéguez, pero entonces el impulso «regionalista» de la Dictadura había desaparecido.
El 13 de enero de 1924 Primo de Rivera decretó la disolución de las diputaciones provinciales a excepción de las forales, del País Vasco y de Navarra, como ya había hecho con los ayuntamientos tres meses antes. Los gobernadores civiles quedaron encargados de nombrar a sus nuevos miembros entre profesionales liberales, mayores contribuyentes y directivos de corporaciones culturales, industriales y profesionales. Las nuevas Diputaciones debían informar de los problemas de funcionamiento que detectaran y proponer los remedios.
El nombramiento de señalados «españolistas», procedentes en su mayoría de la Unión Monárquica Nacioonal, al frente de las diputaciones catalanas, como ya había sucedido con los ayuntamientos, provocó la desafección de los miembros de la Lliga Regionalista encabezados por Josep Puig i Cadafalch, quien en un principio había creído en la buena voluntad regionalista de Primo de Rivera.
Primo de Rivera encargó la tarea de reformar el sistema jurídico-administrativo de ayuntamientos y diputaciones provinciales al joven abogado José Calvo Sotelo, un político conservador procedente del maurismo, al que puso al frente de la Dirección General de Administración Local. Calvo Sotelo nombró un equipo de exmauristas y de católicos de derechas, como José María Gil Robles, el conde de Vallellano, Josep Pi i Suñer, Miquel Vidal i Guardiola y Luis Jordana de Pozas que colaboraron en la elaboración del Estatuto Municipal de 1924 y en el Estatuto Provincial de 1925.
En una larga nota oficiosa que acompañó a la promulgación del Estatuto Provincial Primo de Rivera reconoció que había cambiado de opinión sobre el «regionalismo», pues antes pensaba que este podía ser positivo para la regeneración de España, pero ahora se había dado cuenta de que «reconstruir desde el poder la región, reforzar su personalidad, exaltar el orgullo diferenciativo entre unas y otras es contribuir a deshacer la gran obra de la unidad nacional, es iniciar la disgregación, para la que siempre hay estímulo en la soberbia o el egoísmo de los hombres».

### La represión de la lengua y la cultura popular catalana
El programa «nacionalizador» también alcanzó a la escuela donde se debía impartir una enseñanza a la vez «patriótica» y religiosa. El 27 de octubre de 1923 se publicó una circular de la Dirección General de Enseñanza Primaria en la que se recordaba a los maestros y a los inspectores su deber de «enseñar la lengua castellana en sus respectivas escuelas y de dar las enseñanzas en el mismo idioma». Meses más tarde se otorgó a los inspectores la potestad de cerrar los centros o suspender a los maestros que no cumplieran esa orden. El 13 de octubre de 1925 se ordenó a los directores de los centros educativos —y también a los rectores de las Universidades— que vigilasen la difusión de «doctrinas antisociales o contra la unidad de la Patria que puedan ser expuestas por algunos profesores o maestros dentro de sus clases, procediendo desde luego con el mayor rigor a la formación del oportuno expediente previa suspensión de empleo y medio sueldo, si hubiera indicios suficientes de culpabilidad». Asimismo debían retirar los libros que no estuvieran escritos en castellano o que contuvieran doctrinas contrarias a la unidad de la patria, suspendiendo de empleo y sueldo al maestro que los utilizara.
En Cataluña, pronto se hizo patente la equivocación de la Lliga Regionalista de apoyar el golpe de Primo de Rivera, ya que este llevó a cabo inmediatamente una política de persecución del catalanismo. Entre otras medidas se prohibió el catalán en los actos oficiales, se intentó suprimir el uso de catalán en los sermones y en las ceremonias religiosas, se impuso el castellano como única lengua administrativa, se castellanizaron y cambiaron los topónimos catalanes, se boicotearon los Jocs Florals (que hubieron de celebrarse en el exterior), se prohibió izar la bandera catalana, se limitó el baile de sardanas, se persiguió a instituciones profesionales, sindicales y deportivas simplemente por usar el catalán, etc. Esta política generó numerosos conflictos con diversas instituciones catalanas y entidades catalanistas que se resistían a aceptarla, y muchas de ellas acabaron siendo clausuradas temporal o definitivamente. Fue el caso, por ejemplo, de algunos locales de la Lliga Regionalista que fueron cerrados y el de su periódico La Veu de Catalunya que fue suspendido temporalmente.
En enero de 1924 Primo de Rivera se reunió en Barcelona con algunos dirigentes políticos catalanes pero solo consiguió el apoyo de la españolista Unión Monárquica Nacional, cuyo líder Alfonso Sala Argemí pasó a presidir la Mancomunitat tras la dimisión de Puig i Cadafalch. Sin embargo, Sala acabó enfrentándose a las autoridades militares de Cataluña y protestando por carta a Primo de Rivera. Así cuando el 12 de marzo de 1925 se aprobó el Estatuto Provincial de 1925, que en la práctica prohibía la Mancomunitat, Sala dimitió.
Tras la desaparición de la Mancomunitat, las declaraciones de Primo de Rivera sobre la cultura, la identidad, el idioma y las instituciones de Cataluña fueron creciendo en virulencia, manifestándose totalmente contrario a cualquier tipo de autonomía regional. Como ha señalado la historiadora Genoveva García Queipo de Llano, «Primo de Rivera ofendió no sólo a grupos políticos sino a la totalidad de la sociedad catalana». Así se fue produciendo un distanciamiento cada vez mayor entre Cataluña y la Dictadura, aumentando progresivamente los conflictos. Acció Catalana llevó el «caso catalán» a la Sociedad de Naciones y Francesc Macià, un antiguo militar fundador de Estat Catalá, se convirtió en el símbolo de la resistencia de Cataluña a la Dictadura.

### La represión del nacionalismo vasco
La Dictadura también reprimió con dureza al nacionalismo vasco, especialmente al sector más radical que dominaba entonces el Partido Nacionalista Vasco (PNV), mientras que el sector moderado había formado su propia organización, la Comunión Nacionalista Vasca. Solo una semana después de su formación el Directorio militar cerró Aberri, el diario oficioso del PNV, y ordenó a la guardia civil que clausurara los batzokis y demás centros y sociedades del PNV, que quedó ilegalizado de facto. En cambio la CNV fue relativamente tolerada. En 1924 su organización de Guipúzcoa rechazó el separatismo y suspendió voluntariamente su actividad política, mientras que «el sindicato SOV aceptó participar en los Comités Paritarios de la Dictadura, y se alió con otros sindicatos para derrotar a la UGT».
Tanto el PNV como la CNV se centraron a partir de entonces en el fomento de las actividades religiosas (romerías), de tiempo libre (excursionismo), culturales (danza, teatro, música, fomento del euskera) o deportivas (fútbol y ciclismo).

## La pacificación de Marruecos

### Del «abandonismo» al desembarco de Alhucemas
Respecto al «problema de Marruecos» el general Primo de Rivera siempre había manifestado una postura «abandonista», así que ordenó el repliegue de las tropas a la franja litoral del Protectorado español de Marruecos, con el consiguiente malestar del sector «africanista» del Ejército. Entre ellos se encontraba el teniente coronel Francisco Franco que escribió varios artículos en la Revista de Tropas Coloniales, en defensa del colonialismo español. Una de las razones de fondo de la oposición al «abandono» de Marruecos estribaba en que el repliegue suponía el final de los rápidos ascensos por «méritos de guerra», lo que había permitido a los oficiales destinados en África ascender más rápidamente que los que estaban en las guarniciones peninsulares. Era el caso del propio teniente coronel Franco, que cuando se graduó solicitó destino en el Ejército de África (en los «regulares», primero en Melilla y después en Ceuta), y en solo cinco años (de 1912 a 1917) ascendió de teniente a comandante por méritos de guerra. Cuando el teniente coronel Millán Astray organizó en 1920 la Legión Extranjera (siguiendo el modelo francés) nombró al comandante Franco al frente de uno de sus batallones. En 1922, Franco publicó Marruecos, diario de una Bandera, donde contó su experiencia en la Legión. Ese mismo año los medios conservadores, como el diario ABC, lo pusieran como ejemplo de «soldado», ante la campaña antimilitarista que se desató tras el «desastre de Annual». En 1923 ocupaba la jefatura de la Legión y era ascendido a teniente coronel. Cuando, finalmente, Primo de Rivera se decidió a reanudar la guerra de Marruecos el teniente coronel Franco, como otros oficiales «africanistas», cambiaron su actitud y se hicieron acérrimos partidarios de la Dictadura. El teniente coronel Franco ascendió en solo tres años a coronel y de coronel a general. Tenía 33 años de edad. Si no hubiera habido guerra aún sería capitán, afirma el historiador Gabriel Cardona.
En marzo de 1924 Primo de Rivera mandó retirar las tropas de la zona de Yebala y Xauen lo que permitiría acortar las líneas. Pero el repliegue se hizo en muy malas condiciones climatológicas y fue aprovechado por Abd el-Krim, el líder de la autoproclamada República del Rif, para lanzar una ofensiva, por lo que la operación fue una catástrofe. Hubo más bajas que las producidas en el desastre de Annual de tres años antes, aunque con un número inferior de muertos, y Abd el-Krim se apoderó de buena parte del protectorado español. Primo de Rivera logró ocultar a la opinión pública la magnitud del desastre gracias a la censura pero en octubre de 1924 tuvo que asumir personalmente el cargo de Alto Comisario Español en Marruecos. Solo el error de los rebeldes rifeños de atacar las posiciones francesas en la primavera de 1925 permitió a Primo de Rivera salvar la situación.

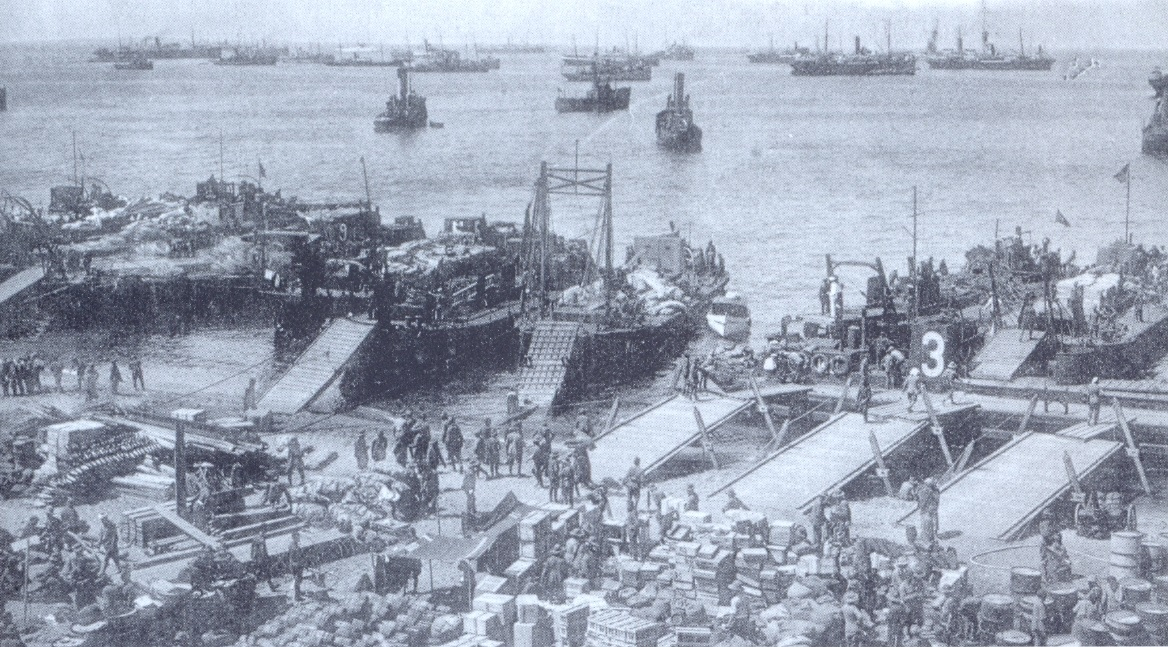
Desembarco de Alhucemas, septiembre de 1925

En efecto, el ataque de Abd el-Krim a las zonas de Marruecos bajo protectorado francés fue suficiente para que Francia por primera vez se mostrara dispuesta a colaborar con España para poner fin a la rebelión rifeña. De esta colaboración surgió el proyecto del desembarco de Alhucemas que tuvo lugar en septiembre de 1925 y fue un completo éxito pues cogió al enemigo por la espalda y partió en dos la zona controlada por los rebeldes. Así en abril de 1926, Abd el-Krim solicitaba entablar negociaciones y al año siguiente Marruecos estaba completamente pacificado, dejando de ser un problema para España. En su obsesión por no caer en manos del ejército español, Abd el-Krim se entregó a los franceses que lo deportaron a la isla Reunión.
Según Genoveva García Queipo de Llano,

La victoria de Marruecos fue, sin duda, el triunfo más espectacular del gobierno de Primo de Rivera, y sentó las bases de la política exterior de la Dictadura en el futuro. La voluntad de permanencia en el poder del general Primo de Rivera a partir del año 1925, a pesar de que él mismo había indicado la provisionalidad de su régimen, fue precisamente que hubiera solucionado un problema que había sido la pesadilla de todos los gobernantes españoles desde el año 1898

### La cuestión de las responsabilidades
Clausurado el parlamento e incautada la documentación de la Comisión de Responsabilidades, los procesos de los militares acusados por el desastre de Annual quedaron bajo la jurisdicción del Consejo Supremo de Guerra y Marina. El 25 de febrero fue absuelto el general Cavalcanti, miembro del Cuadrilátero, lo que provocó que el presidente del Consejo Supremo, el general Aguilera, dimitiera. Cuatro meses después, el 19 de junio, se inició el juicio contra el general Dámaso Berenguer y otros generales, jefes y oficiales implicados en el desastre de Annual. Dámaso Berenguer fue obligado a abandonar el servicio activo, pero el resto de encausados o fueron absueltos o sufrieron condenas leves. En julio de 1927 Primo de Rivera amnistió a Berenguer y al resto de los condenados. De esta forma, según González Calleja, «se dio por zanjada la división del Ejército por el enojoso asunto de las responsabilidades». Como ha señalado Santos Juliá, «entregada la dirección de la guerra a las africanistas carecía de sentido seguir con el enojoso asunto de las responsabilidades, al que se dio definitivo carpetazo».

## Composición
| Composición del Gobierno          | Composición del Gobierno             | Composición del Gobierno | Composición del Gobierno | Composición del Gobierno | Composición del Gobierno | Composición del Gobierno | Composición del Gobierno |
| Cargo                             | Titular                              | Titular                  | Titular                  | Inicio                   | Fin                      | Partido Político         |                          |
| --------------------------------- | ------------------------------------ | ------------------------ | ------------------------ | ------------------------ | ------------------------ | ------------------------ | ------------------------ |
| Presidente del Directorio Militar | Miguel Primo de Rivera               |                          |                          | 15 de septiembre de 1923 | 3 de diciembre de 1925   | Militar                  |                          |
| Vicepresidente y vocal de Marina  | Antonio Magaz y Pers, conde de Magaz |                          |                          | 15 de septiembre de 1923 | 3 de diciembre de 1925   | Militar                  |                          |
| Vocal de la I Región Militar      | Adolfo Vallespinosa y Vioz           |                          |                          | 15 de septiembre de 1923 | 3 de diciembre de 1925   | Militar                  |                          |
| Vocal de la II Región Militar     | Luis Hermosa y Kith                  |                          |                          | 15 de septiembre de 1923 | 3 de diciembre de 1925   | Militar                  |                          |
| Vocal de la III Región Militar    | Luis Navarro y Alonso de Celada      |                          |                          | 15 de septiembre de 1923 | 3 de diciembre de 1925   | Militar                  |                          |
| Vocal de la IV Región Militar     | Dalmiro Rodríguez Pedré              |                          |                          | 15 de septiembre de 1923 | 3 de diciembre de 1925   | Militar                  |                          |
| Vocal de la V Región Militar      | Antonio Mayandía Gómez               |                          |                          | 15 de septiembre de 1923 | 3 de diciembre de 1925   | Militar                  |                          |
| Vocal de la VI Región Militar     | Francisco Gómez-Jordana Sousa        |                          |                          | 15 de septiembre de 1923 | 3 de diciembre de 1925   | Militar                  |                          |
| Vocal de la VII Región Militar    | Francisco Ruiz del Portal            |                          |                          | 15 de septiembre de 1923 | 3 de diciembre de 1925   | Militar                  |                          |
| Vocal de la VIII Región Militar   | Mario Muslera Planes                 |                          |                          | 15 de septiembre de 1923 | 3 de diciembre de 1925   | Militar                  |                          |

### Responsables de los ministerios suprimidos
| Presidencia del Consejo                           | Carlos Fort y Morales de los Ríos              | 18 de septiembre de 1923 | 3 de diciembre de 1925   | Militar     |
| Responsable de Estado                             | Fernando Espinosa de los Monteros y Bermejillo | 15 de septiembre de 1923 | 3 de diciembre de 1925   | Diplomático |
| Responsable de Gracia y Justicia                  | Fernando Cadalso Manzano                       | 17 de septiembre de 1923 | 21 de diciembre de 1923  | Abogado     |
| Responsable de Gracia y Justicia                  | Ernesto Jiménez Sánchez                        | 21 de diciembre de 1923  | 22 de enero de 1924      | Magistrado  |
| Responsable de Gracia y Justicia                  | Francisco García-Goyena y Alzugaray            | 22 de enero de 1924      | 3 de diciembre de 1925   | Jurista     |
| Responsable de Guerra                             | Luis Bermúdez de Castro y Tomás                | 15 de septiembre de 1923 | 4 de julio de 1924       | Militar     |
| Responsable de Guerra                             | Juan O’Donnell y Vargas                        | 4 de julio de 1924       | 3 de diciembre de 1925   | Militar     |
| Responsable de Hacienda                           | Enrique Illana y Sánchez de Vargas             | 17 de septiembre de 1923 | 21 de diciembre de 1923  | Político    |
| Responsable de Hacienda                           | Carlos Vergara Caillaux                        | 21 de diciembre de 1923  | 25 de febrero de 1924    | Abogado     |
| Responsable de Hacienda                           | José Corral y Larre                            | 25 de febrero de 1924    | 3 de diciembre de 1925   | Político    |
| Responsable de Marina                             | Gabriel Antón Iboleón                          | 15 de septiembre de 1923 | 5 de febrero de 1924     | Militar     |
| Responsable de Marina                             | Federico Ibáñez Valera (interino)              | 5 de febrero de 1924     | 12 de febrero de 1924    | Militar     |
| Responsable de Marina                             | Ignacio Pintado y Gough                        | 12 de febrero de 1924    | 25 de mayo de 1924       | Militar     |
| Responsable de Marina                             | Honorio Cornejo y Carvajal                     | 25 de mayo de 1924       | 3 de diciembre de 1925   | Militar     |
| Responsable de la Gobernación                     | Millán Millán de Priego                        | 17 de septiembre de 1923 | 22 de septiembre de 1923 | Abogado     |
| Responsable de la Gobernación                     | Severiano Martínez Anido                       | 22 de septiembre de 1923 | 3 de diciembre de 1925   | Militar     |
| Responsable de Fomento                            | José Vicente Arche                             | 17 de septiembre de 1923 | 21 de diciembre de 1923  |             |
| Responsable de Fomento                            | Pedro Vives y Vich                             | 21 de diciembre de 1923  | 3 de diciembre de 1925   | Ingeniero   |
| Responsable de Instrucción Pública y Bellas Artes | Alfonso Pérez Gómez-Nieva                      | 17 de septiembre de 1923 | 21 de diciembre de 1923  | Escritor    |
| Responsable de Instrucción Pública y Bellas Artes | Javier García de Leániz                        | 21 de diciembre de 1923  | 3 de diciembre de 1925   | Jurista     |
| Responsable de Trabajo, Comercio e Industria      | Alejandro García Martín                        | 17 de septiembre de 1923 | 21 de diciembre de 1923  |             |
| Responsable de Trabajo, Comercio e Industria      | Juan Flórez Posada                             | 21 de diciembre de 1923  | 7 de febrero de 1924     | Ingeniero   |
| Responsable de Trabajo, Comercio e Industria      | Eduardo Aunós Pérez                            | 7 de febrero de 1924     | 3 de diciembre de 1925   | Político    |

| Predecesor: V Gobierno de Manuel García Prieto | 15 de septiembre de 1923-3 de diciembre de 1925 | Sucesor: Directorio Civil |